# 5. Buch Esra
Das 5. Buch Esra (auch: V. Esra; Abkürzung: 5Esr) ist wie das 6. Buch Esra eine christliche Erweiterung des vierten Buches Esra. Es stammt aus dem 2. Jahrhundert n. Chr. und ist nur erhalten in der lateinischen Bibel, nicht aber in den orientalischen Bibelübersetzungen. Das 5. Buch Esra besteht aus zwei Kapiteln und versteht sich als Einleitung zum 4. Buch Esra. Daher beginnt dessen Zählung auch erst mit dem dritten Kapitel.
Im 5. Buch Esra verkündet Esra als von Israel verworfener Prophet Drohworte gegen Israel und Trostworte für das neue Gottesvolk (die Kirche). Ein stilistisches Kennzeichen sind die häufigen Einleitungsformeln („So spricht der Herr, der Allmächtige“).